# Chthonius doderoi doderoi
Chthonius doderoi doderoi es una subespecie de arácnido  del orden Pseudoscorpionida de la familia Chthoniidae.

## Distribución geográfica
Se encuentra en Francia y en Italia.